# Diocesi di Davenport
La diocesi di Davenport (in latino Dioecesis Davenportensis) è una sede della Chiesa cattolica negli Stati Uniti d'America suffraganea dell'arcidiocesi di Dubuque. Nel 2023 contava 87.363 battezzati su 787.159 abitanti. È retta dal vescovo Dennis Gerard Walsh.

## Territorio
La diocesi occupa la parte sud-orientale dell'Iowa, negli Stati Uniti d'America e comprende 23 contee: Appanoose, Cedar, Clinton, Davis, Des Moines, Henry, Iowa, Jasper, Jefferson, Johnson, Keokuk, Lee, Louisa, Mahaska, Marion, Monroe, Muscatine, Poweshiek, Scott, Van Buren, Wapello e Washington.
Sede vescovile è la città di Davenport, dove si trova la cattedrale del Sacro Cuore (Sacred Heart Cathedral).
Il territorio si estende su 29.624 km² ed è suddiviso in 74 parrocchie.

## Storia
La diocesi è stata eretta il 14 giugno 1881 con il breve Quod e re catholica di papa Leone XIII, ricavandone il territorio dalla diocesi di Dubuque (oggi arcidiocesi).
Il 12 agosto 1911 ha ceduto una porzione del suo territorio a vantaggio dell'erezione della diocesi di Des Moines.

## Cronotassi dei vescovi
Si omettono i periodi di sede vacante non superiori ai 2 anni o non storicamente accertati.
- John McMullen † (14 giugno 1881 - 4 luglio 1883 deceduto)
- Henry Cosgrove † (11 luglio 1884 - 22 dicembre 1906 deceduto)
- James Joseph Davis † (22 dicembre 1906 succeduto - 2 dicembre 1926 deceduto)
- Henry Patrick Rohlman † (20 maggio 1927 - 8 settembre 1944 nominato arcivescovo coadiutore di Dubuque[2])
- Ralph Leo Hayes † (16 novembre 1944 - 20 ottobre 1966 ritirato[3])
- Gerald Francis O'Keefe † (20 ottobre 1966 - 12 novembre 1993 ritirato)
- William Edwin Franklin (12 novembre 1993 - 12 ottobre 2006 ritirato)
- Martin John Amos (12 ottobre 2006 - 19 aprile 2017 ritirato)
- Thomas Robert Zinkula (19 aprile 2017 - 26 luglio 2023 nominato arcivescovo di Dubuque)
- Dennis Gerard Walsh, dal 25 giugno 2024

## Statistiche
La diocesi nel 2023 su una popolazione di 787.159 persone contava 87.363 battezzati, corrispondenti all'11,1% del totale.
| anno | popolazione | popolazione | popolazione | presbiteri | presbiteri | presbiteri | presbiteri                | diaconi | religiosi | religiosi | parrocchie |
| anno | battezzati  | totale      | %           | numero     | secolari   | regolari   | battezzati per presbitero | diaconi | uomini    | donne     | parrocchie |
| ---- | ----------- | ----------- | ----------- | ---------- | ---------- | ---------- | ------------------------- | ------- | --------- | --------- | ---------- |
| 1950 | 74.433      | 599.361     | 12,4        | 205        | 188        | 17         | 363                       |         | 35        | 725       | 126        |
| 1966 | 102.637     | 665.000     | 15,4        | 232        | 207        | 25         | 442                       |         | 25        | 696       | 125        |
| 1970 | 106.813     | 686.447     | 15,6        | 243        | 205        | 38         | 439                       |         | 41        | 706       | 122        |
| 1976 | 105.300     | 687.310     | 15,3        | 208        | 192        | 16         | 506                       |         | 33        | 508       | 119        |
| 1980 | 107.000     | 717.000     | 14,9        | 192        | 179        | 13         | 557                       |         | 30        | 457       | 119        |
| 1990 | 105.620     | 778.050     | 13,6        | 169        | 154        | 15         | 624                       | 47      | 25        | 346       | 116        |
| 1999 | 106.460     | 726.646     | 14,7        | 145        | 142        | 3          | 734                       | 50      | 1         | 243       | 89         |
| 2000 | 105.457     | 726.646     | 14,5        | 138        | 135        | 3          | 764                       | 46      | 4         | 229       | 86         |
| 2001 | 106.535     | 730.544     | 14,6        | 131        | 126        | 5          | 813                       | 44      | 6         | 228       | 85         |
| 2002 | 105.156     | 728.048     | 14,4        | 128        | 126        | 2          | 821                       | 42      | 3         | 215       | 85         |
| 2003 | 102.716     | 728.048     | 14,1        | 124        | 122        | 2          | 828                       | 51      | 3         | 209       | 85         |
| 2004 | 103.037     | 728.048     | 14,2        | 115        | 113        | 2          | 895                       | 47      | 3         | 200       | 85         |
| 2006 | 104.419     | 748.894     | 13,9        | 111        | 109        | 2          | 940                       | 44      | 3         | 180       | 84         |
| 2013 | 104.300     | 784.000     | 13,3        | 97         | 94         | 3          | 1.075                     | 39      | 4         | 154       | 82         |
| 2016 | 96.638      | 792.199     | 12,2        | 107        | 104        | 3          | 903                       | 45      | 7         | 112       | 78         |
| 2019 | 94.563      | 797.500     | 11,9        | 97         | 93         | 4          | 974                       | 51      | 6         | 99        | 77         |
| 2021 | 85.648      | 775.422     | 11,0        | 97         | 94         | 3          | 882                       | 45      | 5         | 90        | 76         |
| 2023 | 87.363      | 787.159     | 11,1        | 99         | 96         | 3          | 882                       | 50      | 5         | 83        | 74         |

## Galleria d'immagini

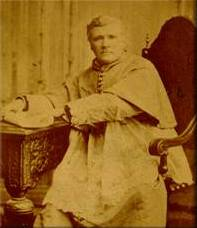
John McMullen, primo vescovo di Davenport (1881-1883)
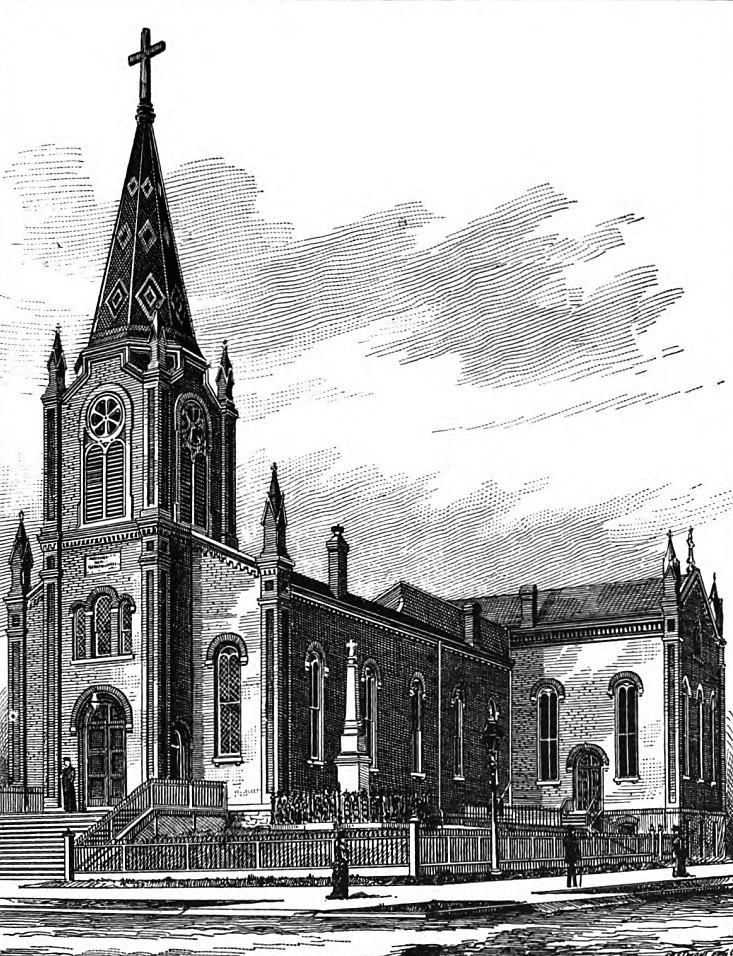
Santa Margherita, prima cattedrale di Davenport
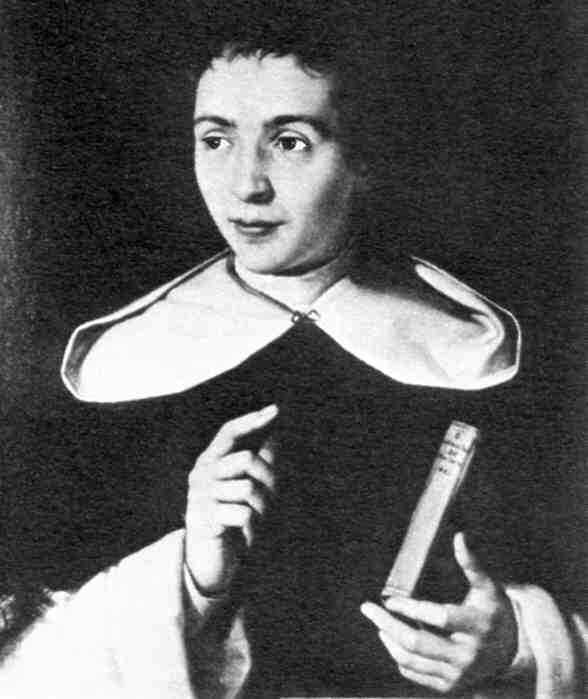
Samuele Mazzuchelli, OP, missionario a Davenport
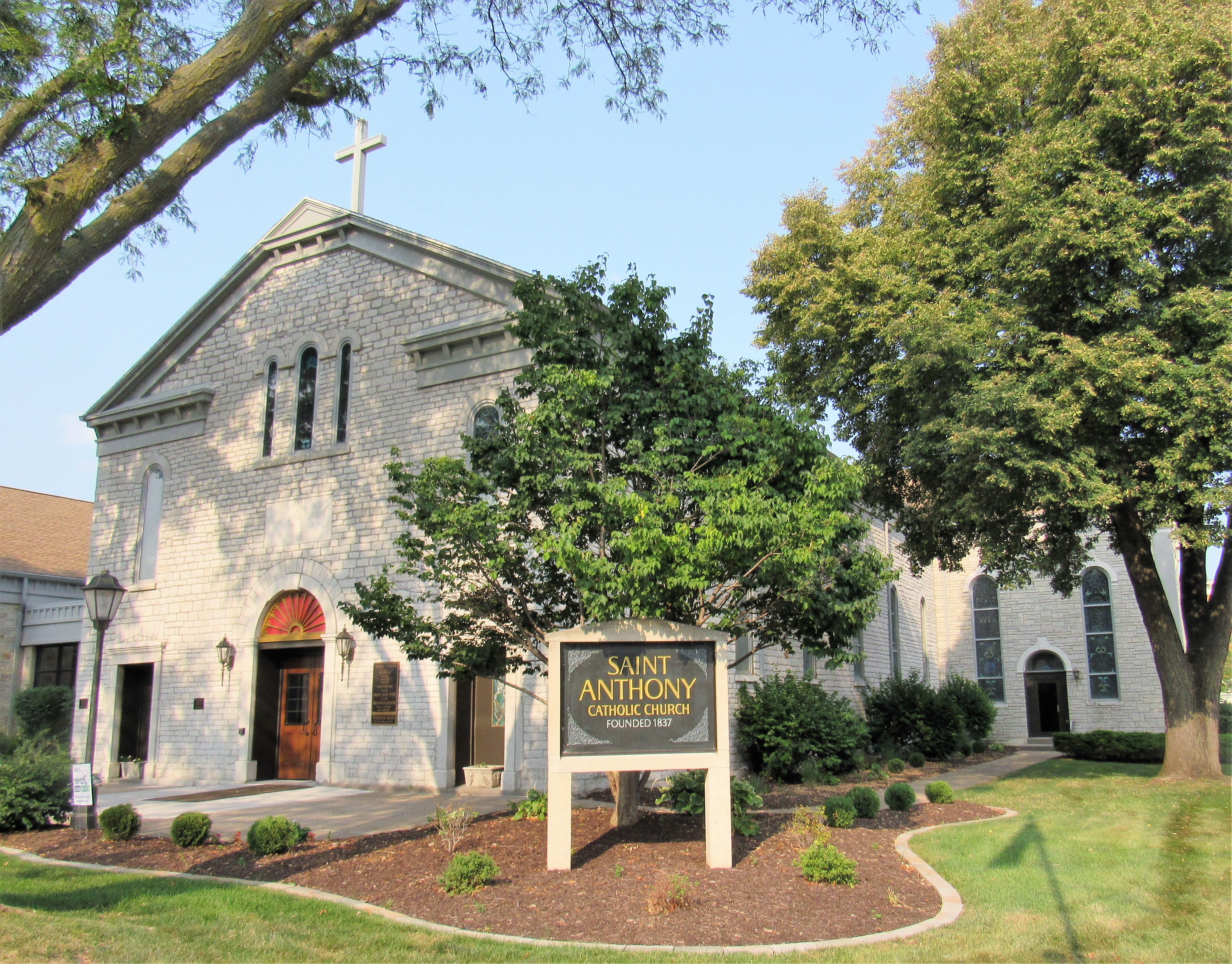
Chiesa di Sant'Antonio a Davenport
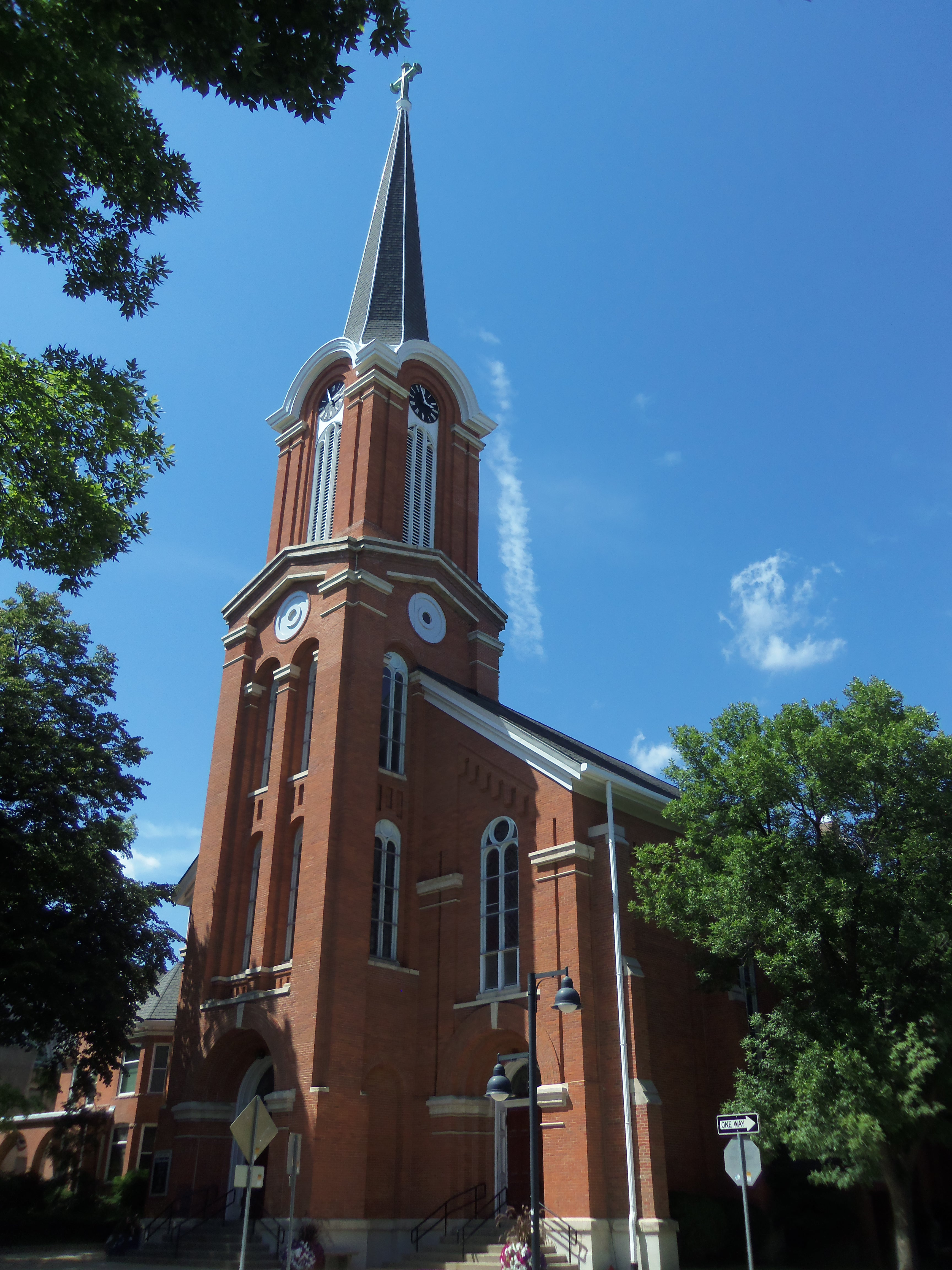
Chiesa di Santa Maria a Iowa City
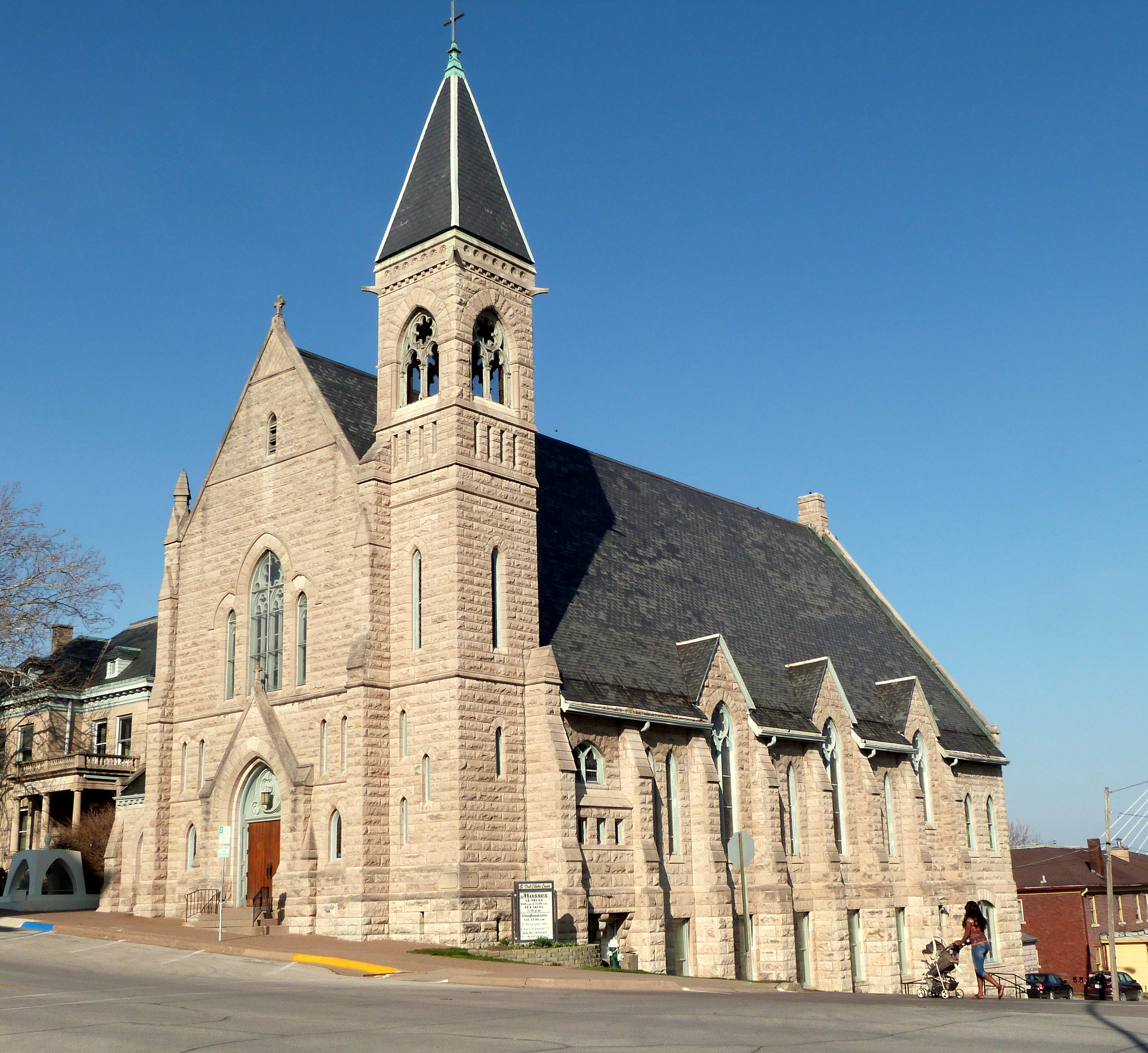
Chiesa di San Paolo a Burlington
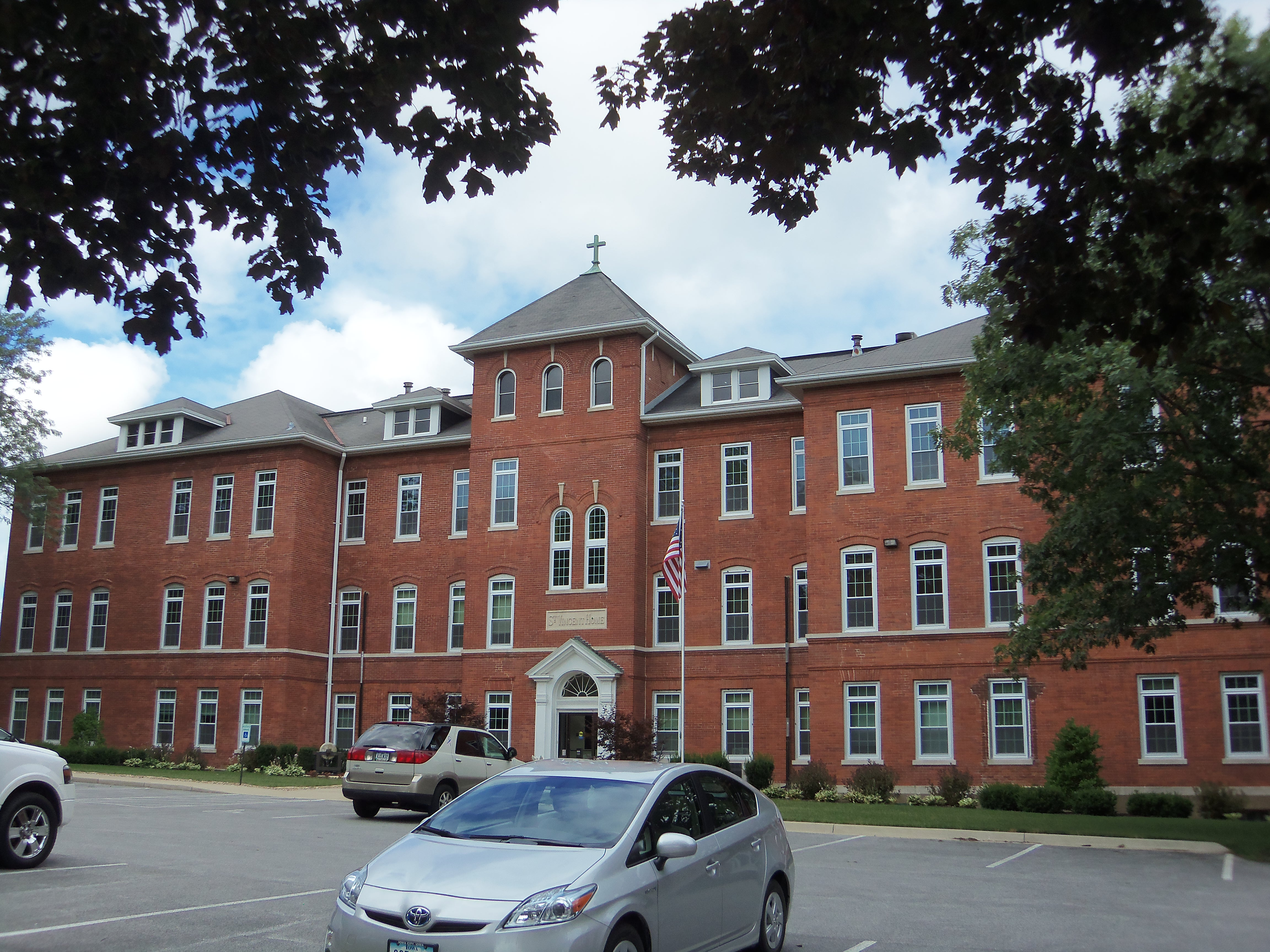
Cancelleria